# Afrohybanthus travancoricus
Afrohybanthus travancoricus (Bedd.) Flicker – gatunek roślin z rodziny fiołkowatych (Violaceae). Występuje endemicznie w południowych Indiach – w stanach Kerala i Tamilnadu. 

## Morfologia
PokrójZimozielony krzew dorastający do 1,8 m wysokości.
LiścieBlaszka liściowa ma równowąsko lancetowaty kształt, jest piłkowana na brzegu, ma tępą nasadę i spiczasty wierzchołek. Przylistki są szydłowate. Ogonek liściowy jest nagi.
KwiatyZebrane w skąpo ukwieconych gronach, wyrastają z kątów pędów. Mają działki kielicha o szydłowatym kształcie. Płatki są okrągławe i mają różową barwę.

## Biologia i ekologia
Rośnie w lasach i zaroślach. Występuje na wysokości od 600 do 1000 m n.p.m.